# Adolf Prinzhorn
Adolf Prinzhorn (* 17. April 1847 in Diepholz; † 28. März 1913 in Stuttgart; vollständiger Name: Heinrich Friedrich Adolf Prinzhorn) war ein deutscher Chemiker und Manager in der chemischen Industrie.

## Leben
Adolf Prinzhorn war das älteste von sieben Kindern von Johann Friedrich Prinzhorn (* 1816 in Kolenfeld, Region Hannover; † 1897 in Diepholz) und dessen Ehefrau Wilhelmine Luise Altertine Prinzhorn geb. Fischer (1818–1895).
Adolf Prinzhorn studierte Chemie an der Technischen Hochschule Hannover. 1865 gehörte er hier zu den ersten Mitgliedern des späteren Corps Alemannia. Er arbeitete später als wissenschaftlicher Assistent an dieser Hochschule und wurde dort auch promoviert.
1874 trat er in die Continental Caoutchouc- & Guttaperche-Compagnie ein. Zwei Jahre später ernannte ihn der Mehrheitseigner dieses Unternehmens, der Bankier Moritz Magnus, auf Siegmund Seligmanns Rat hin zum technischen Direktor. „Prinzhorn bringt die Ideen, Seligmann beschafft das Geld.“
Durch Einrichtung eines Labors für die Reifenherstellung stellte Prinzhorn die Gummiproduktion auf eine wissenschaftliche Basis. Er verbündete das Unternehmen mit der Harburger Gummi-Kamm-Compagnie (vgl. New-York Hamburger Gummi-Waaren Compagnie), beschaffte die Dunlop-Patente und konnte Continental damit zum Marktführer ausbauen. Er richtete eine Pensions-, Witwen- und Waisenkasse ein und gründete einen Arbeiter-Unterstützungsfonds.
Im Juli 1880 heiratete er in Stuttgart Marie geb. Günzler (* um 1860 in Stuttgart).
Seiner Geburtsstadt spendete er Geld zum Bau der Schule und anderen gemeinnützigen Zwecken. Diepholz verlieh ihm deshalb im Mai 1904 ihre vierte Ehrenbürgerwürde.
1908 schied er aus dem Continental-Vorstand aus und wechselte in den Aufsichtsrat als stellvertretender Vorsitzender. 1909 verlieh ihm die Technische Hochschule (Berlin-)Charlottenburg die Ehrendoktorwürde (als Dr.-Ing. E.h.).
Plötzlich und unerwartet starb er 1913 in Stuttgart. Beerdigt wurde er in Hannover. Seinem Vater hatte er auf dem Grundstück Bahnhofstraße 26 in Diepholz ein Haus gebaut, an dem heute eine Gedenktafel an ihn erinnert. Das Gebäude wird heute als Hotel „Villa Prinzhorn“ genutzt. Im Februar 1938 wurde in Diepholz die Prinzhornstraße nach ihm benannt.

## Schriften
- Continental-Caoutchouc- u. Gutta-Percha-Compagnie, Hannover; Küster, 1907